# Bissine
Bissine est un village du Sénégal situé en Casamance, à proximité de la frontière avec la Guinée-Bissau. Il fait partie de la communauté rurale d'Adéane, dans l'arrondissement de Niaguis, le département de Ziguinchor et la région de Ziguinchor.
Lors du dernier recensement (2002), le village comptait 743 habitants et 104 ménages.
La localité a été particulièrement touchée lors du conflit en Casamance et beaucoup d'habitants l'ont désertée.
Bissine possède une forêt classée.